# Tyrone Brazelton
Tyrone Brazelton, né le 30 mars 1986 à Chicago dans l'Illinois, est un joueur américain de basket-ball. Il évolue au poste de meneur.